# Repülj tovább (album)
A Repülj tovább című album Betty Love énekesnő első debütáló albuma, mely 2000-ben jelent meg. Az album a Mahasz Top 40-es lista 17. helyéig jutott. Az album elkészítésében Náksi Attila, Brunner Zsolt, Dobrády Ákos segédkezett, akik a szövegeket, és a zenét is írták. Az albumról az első kimásolt kislemez szintén a Repülj tovább címet viseli, és kedvező fogadtatásban részesült a közönség és a rajongók részéről. Az albumról négy kislemez jelent meg.

## Tracklista
CD Album
 Magyarország (Epic EPC 497530 2)
1. "Repülj tovább" (Original mix) - 3:38
2. "Olyan, mint a méz" (Original mix) - 3:48
3. "Fáj még a szó" - 3:45
4. "Déjá vu a csók" - 3:45
5. "Simogat a szemed" - 4:13
6. "Kísérj el" - 3:35
7. "Színes éjjel" - 3:45
8. "Szállj velem" - 3:23
9. "Itt vagyok veled" - 3:19
10. "Olyan, mint a méz" (Hit radio mix) - 3:36
11. "Repülj tovább" (Hit radio edit) - 3:40
12. "Hideg a város" - 5:14

## Közreműködő előadók
- Betty Love, Micheller Myrtill, Szatmári Orsi - ének, háttérének
- Antal Balázs, Tom-e, Sipeki Zoltán - gitár
- Náksi Attila - producer

## Slágerlista
| Slágerlista 2000           | Legmagasabb helyezés |
| -------------------------- | -------------------- |
| Magyarország Mahasz Top 40 | 17                   |

## Külső hivatkozások
- Az album az iTunes zeneáruházban[3]